# Tambourine girl (Patricia & The Harbourlights)
Tambourine girl is een lied van Patricia & The Harbourlights. De groep bracht in 1968 een Nederlandstalige versie uit op een single. The Harbourlights werden gevormd door Yvonne Paaij (de zus van Patricia), Ans de Bie (Honey Bee) en Ina Arnold (Crown's Clan). De muziek werd gecomponeerd door Joachim Heider en de tekst geschreven door John Möring. Möring produceerde de single ook. Het lied verscheen een jaar later ook op het album Portret van Patricia.
Heider was geen onbekende voor het toenmalige repertoire van Patricia Paay. Hij leverde eerder ook al de muziek voor haar hit Je bent niet hip (1967). Dat was toen een cover van het lied Ein neues Spiel, ein neues Glück.
Op de B-kant van de single staat Grote katastrofe dat werd geschreven door Joop Portengen. Van dit lied verscheen nog hetzelfde jaar een Duitstalige versie (Große Katastrophe) van The McKinley Sisters. Dit Schotse duo woonde sinds 1965 in Duitsland en bracht daar Duitstalige singles uit.
Onder de artiestennaam Patricia Pay kwam nog hetzelfde jaar de Duitstalige versie Tambourin-Girl uit. De Duitse tekst werd geschreven door Michael Holm. Op de B-kant van de Duitse single staat het nummer Rio de Janeiro.